# دیل فن اوری
دیل فناوری (انگلیسی: Dale Van Every؛ ۲۳ ژوئیه ۱۸۹۶ - ۲۸ مه ۱۹۷۶) یک فیلم‌نامه‌نویس و روزنامه‌نگار اهل ایالات متحده آمریکا بود.

## فیلم‌شناسی
- Telling the World (۱۹۲۸) – داستان
- ماریان (۱۹۲۹) – فیلم‌نامه و داستان
- Desert Nights (۱۹۲۹) – داستان
- The Duke Steps Out (۱۹۲۹) – اقتباس
- Navy Blues (۱۹۲۹) – اقتباس
- Those Three French Girls (۱۹۳۰) - داستان
- هورن بازرگان (۱۹۳۱) – اقتباس
- East of Borneo (۱۹۳۱) – فیلم‌نامه
- Murders in the Rue Morgue (۱۹۳۲) – فیلم‌نامه
- Air Mail (۱۹۳۲) – فیلم‌نامه
- میلیون‌ها شنبه (۱۹۳۳) - فیلم‌نامه
- پس از ساعت اداری (۱۹۳۵) – داستان
- More Than a Secretary (۱۹۳۶) – فیلم‌نامه
- ناخداهای دلیر (۱۹۳۷) – فیلم‌نامه
- Souls at Sea (۱۹۳۷) – فیلم‌نامه
- Spawn of the North (۱۹۳۸) – uncredited screenplay construction
- دکتر سایکلاپس (۱۹۴۰) – تهیه‌کننده
- The Talk of the Town (۱۹۴۲) – اقتباس
- Sealed Cargo (۱۹۵۱) – فیلم‌نامه